# Parigi-Roubaix 1988
La Parigi-Roubaix 1988, ottantaseiesima edizione della corsa, fu disputata il 10 aprile 1988, per un percorso totale di 266 km. Fu vinta dal belga Dirk Demol, giunto al traguardo con il tempo di 6h34'18" alla media di 40,47 km/h.
Presero il via da Compiègne 194 ciclisti, 75 di essi portarono a termine la gara.

## Ordine d'arrivo (Top 10)
| Pos. | Corridore           | Squadra       | Tempo   |
| ---- | ------------------- | ------------- | ------- |
| 1    | Dirk Demol          | ADR-Mini Flat | 6h34'18 |
| 2    | Thomas Wegmüller    | KAS-Canal 10  | a 2"    |
| 3    | Laurent Fignon      | Système U     | a 1'55" |
| 4    | Stephan Joho        | Ariostea      | s.t.    |
| 5    | Marc Sergeant       | Hitachi       | s.t.    |
| 6    | Corné van Rijmen    | Panasonic     | a 2'03" |
| 7    | Gerard Veldscholten | Weinmann      | s.t.    |
| 8    | Steve Bauer         | Weinmann      | a 2'34" |
| 9    | Herman Frison       | Roland        | a 2'46" |
| 10   | Johan Lammerts      | Toshiba       | s.t.    |